# Округ Адамс (Колорадо)
Округ Адамс (енгл. Adams County) је округ у америчкој савезној држави Колорадо. По попису из 2010. године број становника је 441.603. Седиште округа је град Брајтон.

## Демографија
Према попису становништва из 2010. у округу је живело 441.603 становника, што је 77.746 (21,4%) становника више него 2000. године.
| Група             | 2000.           | 2010.           |
| Белци             | 230.500 (63,3%) | 234.970 (53,2%) |
| Афроамериканци    | 10.818 (3,0%)   | 13.539 (3,1%)   |
| Азијати           | 11.662 (3,2%)   | 15.931 (3,6%)   |
| Хиспаноамериканци | 102.585 (28,2%) | 167.878 (38,0%) |
| Укупно            | 363.857         | 441.603         |